# Thalera obsoleta
Thalera obsoleta är en fjärilsart som beskrevs av Skala 1913. Thalera obsoleta ingår i släktet Thalera och familjen mätare. Inga underarter finns listade i Catalogue of Life.